# Code
Code – blackmetalowa grupa muzyczna złożona z angielskich i norweskich muzyków, założona 2002 roku.

## Historia zespołu
13 czerwca 2005 roku zespół wydał płytę Nouveau Gloaming nakładem Spikefarm Records, wytwórni należącej do Spinefarm Records. W 2006 roku wokalista Aldrahn opuścił grupę Dødheimsgard i jego miejsce zastąpił Kvohst, odchodząc jednocześnie od Code. Krótko później w jego ślady poszli, z nieznanych powodów, Vyttra i AiwarikiaR. Zespół pozostał bez wokalisty i perkusisty. W wyniku tego pozostali członkowie rozpoczęli współpracę nad nowym albumem z Asgeirem Mickelsonem, perkusistą m.in. grup Borknagar czy Vintersorg. 2007 roku Mickelsona zastąpił były perkusista Cradle of Filth, Adrian Erlandsson. W 2008 roku Kvost postanowił wrócić do Code (zostawiając Dødheimsgard), by wspierać zespół na koncertach i brać udział w nagrywaniu nowej płyty.

## Muzycy
| Obecny skład zespołu - Andrews „Aort” McIvor – gitara (od 2002) - Andy „Andras” Galloway – gitara (od 2008) - John „Lordt” Vooren – perkusja (od 2010) - Wacian – śpiew (od 2011) - Syhr – gitara basowa (od 2011) | Byli członkowie zespołu - Mathew „Kvohst” McNerney – śpiew (2002-2006, 2008-2011) - Vyttra – gitara (2002-2006) - Yusaf „Viper” Parvez – gitara basowa (2002-2010) - Erik O. „AiwarikiaR” Lancelot – perkusja (2002-2006) - Adrian Erlandsson – perkusja (2007-2008) - Yann „Alsvid” Herrera – perkusja - John Vooren – perkusja (2009-2010) |

## Dyskografia
- Neurotransmissions – Amplified Thought Chemistry (2002, demo, wydanie własne)
- Nouveau Gloaming (2005, Spikefarm Records)
- Resplendent Grotesque (2009, Tabu Recordings)
- Augur Nox (2013, Agonia Records)
- Mut (2015, Agonia Records)

## Nagrody i wyróżnienia
| Rok  | Kategoria                     | Nagroda                | Uwagi     |
| ---- | ----------------------------- | ---------------------- | --------- |
| 2010 | Metal (Resplendent Grotesque) | Spellemannprisen, 2009 | Nominacja |